# 前260年代
| 千纪： | 前1千纪 |
| 世纪： | 前4世纪 \| 前3世纪 \| 前2世纪                                                                              |
| 年代： | 前290年代 \| 前280年代 \| 前270年代 \| 前260年代 \| 前250年代 \| 前240年代 \| 前230年代                    |
| 年份： | 前269年 \| 前268年 \| 前267年 \| 前266年 \| 前265年 \| 前264年 \| 前263年 \| 前262年 \| 前261年 \| 前260年 |

前260年代從前269年1月1日開始，於前260年12月31日結束。

## 大事记
- 公元前269年，羅馬共和國鑄造銀幣。
- 公元前266年，秦任范睢為丞相，封應侯，趙惠文王卒，子趙孝成王嗣位，任趙勝為相。
- 公元前265年，齊襄王卒，子齊王建嗣位。
- 公元前264年，楚頃襄王卒，子楚考烈王嗣位，任黃歇為相，封春申君。
- 公元前264年，第一次布匿戰爭开始。
- 公元前263年，印度孔雀王朝阿育王皈依佛教。
- 公元前263年，長平之战。 （页面存档备份，存于）

## 逝世
公元前260年，趙國趙括因秦國與趙國發生長平之戰趙國失利，戰死。